# Aspergillus kanagawaensis
Aspergillus kanagawaensis är en svampart som beskrevs av Nehira 1951. Aspergillus kanagawaensis ingår i släktet Aspergillus och familjen Trichocomaceae.   Inga underarter finns listade i Catalogue of Life.